# Hyvinge församling
Hyvinge församling (finska: Hyvinkään seurakunta) är en evangelisk-luthersk församling i Hyvinge i det finländska landskapet Nyland. År 2022 hade församlingen 29 713 medlemmar alltså cirka 65 procent av hela befolkningen i staden. Kyrkoherde är Ilkka Järvinen och Hyvinge kyrka är församlingens huvudkyrka.
Hyvinge, som förr var en del av Nurmijärvi, fick sin första kyrka år 1898. En egen begravningsplats fick Hyvinge år 1908. Församlingen blev självständig år 1917 och även delar av Hausjärvi församling sammanlades till Hyvinge. Församlingens första kyrkoherde var Akseli Renvall.
Hyvinge församling tillhör Tusby prosteri i Esbo stift och är en del av Evangelisk-lutherska kyrkan i Finland.

## Lokaler
- Puolimatka begravningsplats
- Rallarnas begravningsplats
- Rauhanummi begravningsplats
- Kytäjä begravningsplats
- Hyvinge kyrka
- Hyvinge gamla kyrka
- Kytäjä kyrka
- Puolimatka begravningskapell
- Rauhanummi begravningskapell